# Puumala (Finlande)
Puumala est une municipalité du centre-est de la Finlande, dans la région de Savonie du Sud et la province de Finlande orientale.

## Géographie
Des lacs omniprésents couvrant 35 % de la superficie totale, 3 000 km de berges, plus de 1 000 îles, une situation privilégiée au cœur du Saimaa, Puumala est une des communes qui incarne le mieux la région des lacs.
Les sites Natura 2000 de Puumala sont Lietvesi, Luonteri et Katosselkä-Tolvanselkä, connus comme l'habitat du phoque marbré du lac Saimaa, ainsi que la zone de forêts de Sielusenmäki et Puumala Suurisuo.
C'est sans surprise qu'elle est également avec ses 3 200 maisons de vacances une des capitales de l'été finlandais.
Même si l'immense commune compte officiellement 43 villages, le bourg de Puumala proprement dit est le seul centre de population significatif.
Il est construit au bord d'un large détroit enjambé par le pont de Puumalansalmi, le 4e plus important pont du pays.
Les municipalités voisines sont Ristiina au sud-ouest, Mikkeli à l'ouest, Juva au nord-ouest, Sulkava au nord-est, et en Carélie du Sud Ruokolahti au sud-est, à laquelle on peut ajouter les communes de Taipalsaari au sud, Savitaipale et Suomenniemi au sud-ouest de l'autre côté du lac Saimaa.

## Démographie
L'évolution démographique de Puumala depuis 1980 est la suivante :
| Année      | 1980  | 1985  | 1990  | 1995  | 2000  | 2005  |
| ---------- | ----- | ----- | ----- | ----- | ----- | ----- |
| population | 3 686 | 3 595 | 3 431 | 3 251 | 3 041 | 2 807 |

| Année      | 2010  | 2015  | 2020  |
| ---------- | ----- | ----- | ----- |
| population | 2 477 | 2 260 | 2 131 |

## Économie
Puumala est appelée le miracle économique de la région du Saimaa.
L'emploi à Puumala a augmenté et le taux d'emploi en 2018 était de 71,8%.

### Principales entreprises
En 2021, les principales entreprises de Puumala par chiffre d'affaires sont :
| Société                           | C.A.     |
| --------------------------------- | -------- |
| Autoyhtymä Härkönen Oy            | 2 M€     |
| Espit Oy                          | 2 M€     |
| PuuLem Oy                         | 1 M€     |
| Hovi Grill House Bar & Food       | 1 M€     |
| Sahanlahti Resort                 | 1 M€     |
| Puumalan Lohi                     | 0,877 M€ |
| Puukuljetus Korhonen Oy           | 0,725 M€ |
| Suomen kaasutekniikka Oy          | 0,506 M€ |
| Sav Yachts Oy                     | 0,480 M€ |
| Puumalan Mökki- ja Metsähuolto Oy | 0,347 M€ |

### Employeurs
En 2021, ses plus importants employeurs privés sont:
| Employeur                         | Employés |
| --------------------------------- | -------- |
| Hovi Grill House Bar & Food       | 14       |
| Sahanlahti Resort                 | 11       |
| PuuLem Oy                         | 10       |
| Koskenselän Lomakylä              | 4        |
| Suomen kaasutekniikka Oy          | 4        |
| Puumalan vesiosuuskunta           | 3        |
| Nanopar Oy                        | 3        |
| Puumalan Mökki- ja Metsähuolto Oy | 3        |
| Tomkon Oy                         | 2        |
| Nestorinranta                     | 2        |

## Transports
Le centre de Puumala est situé le long de la route principale 62.
La route a été améliorée entre Huuhkala et Käyhkä en 2018 en l'élargissant pour la rendre plus adaptée aux camions et en la remblayant pour en accroître la sécurité.
Puumala est desservi oar les routes régionales 434 et 438.
Le pont de Puumalansalmi, situé au centre-ville, emjambe la voie navigable profonde du lac Saimaa (fi).
Des bus circulent entre Mikkeli, Puumala, Imatra, Juva et Sulkava.
Les gares les plus proches de Puumala sont la gare d'Imatra (64 km) et la gare de Mikkeli (72 km).
Les aéroports les plus proches sont l'aéroport de Lappeenranta, et l'aéroport de Mikkeli.

## Galerie

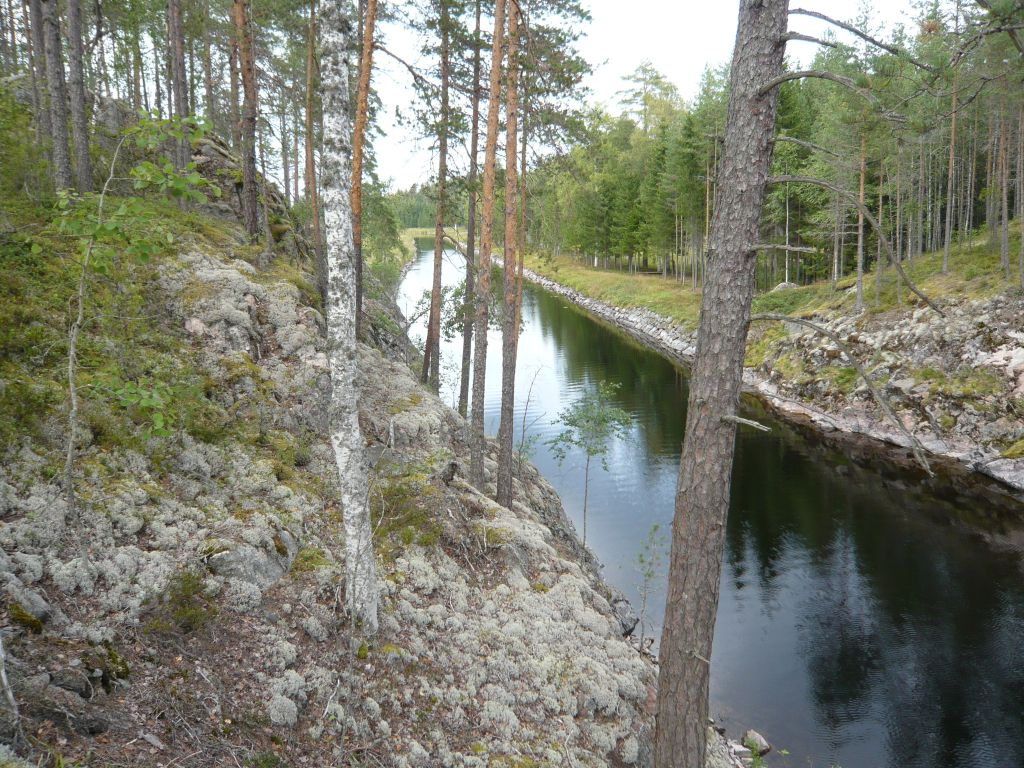
Le canal de Kukonharju.
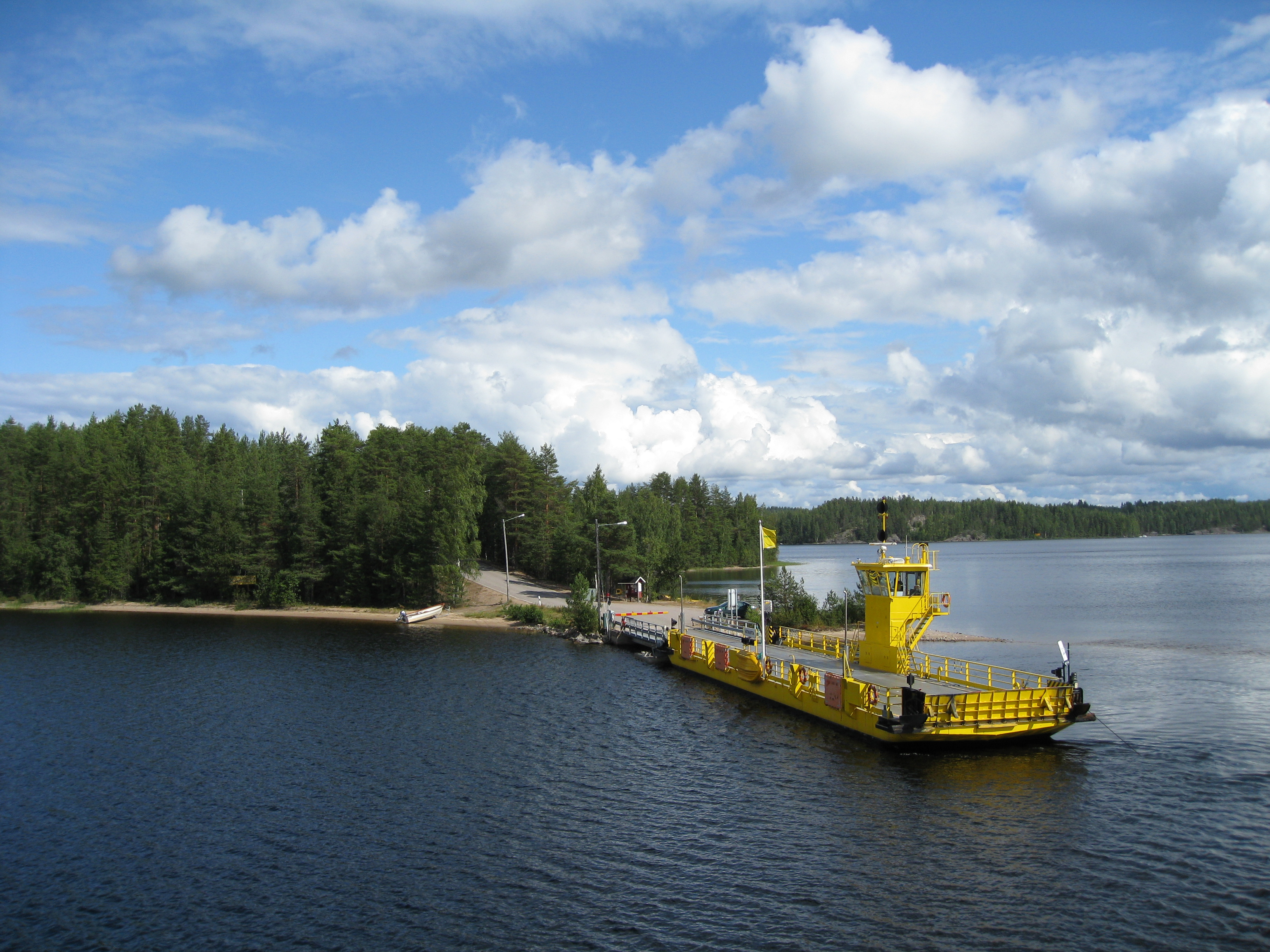
Le traversier Hätinvirta à Puumala.
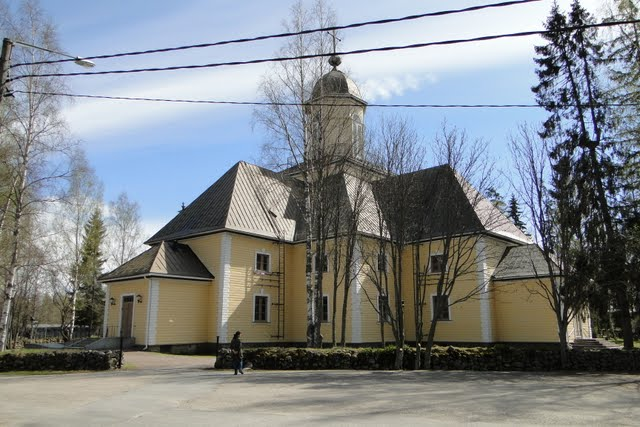
L'église de Puumala
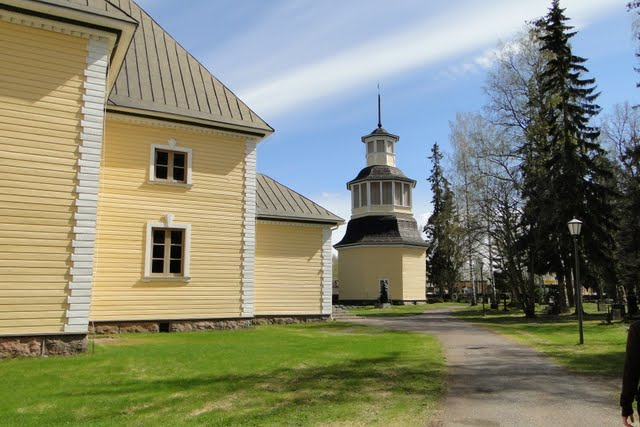
L'église de Puumala
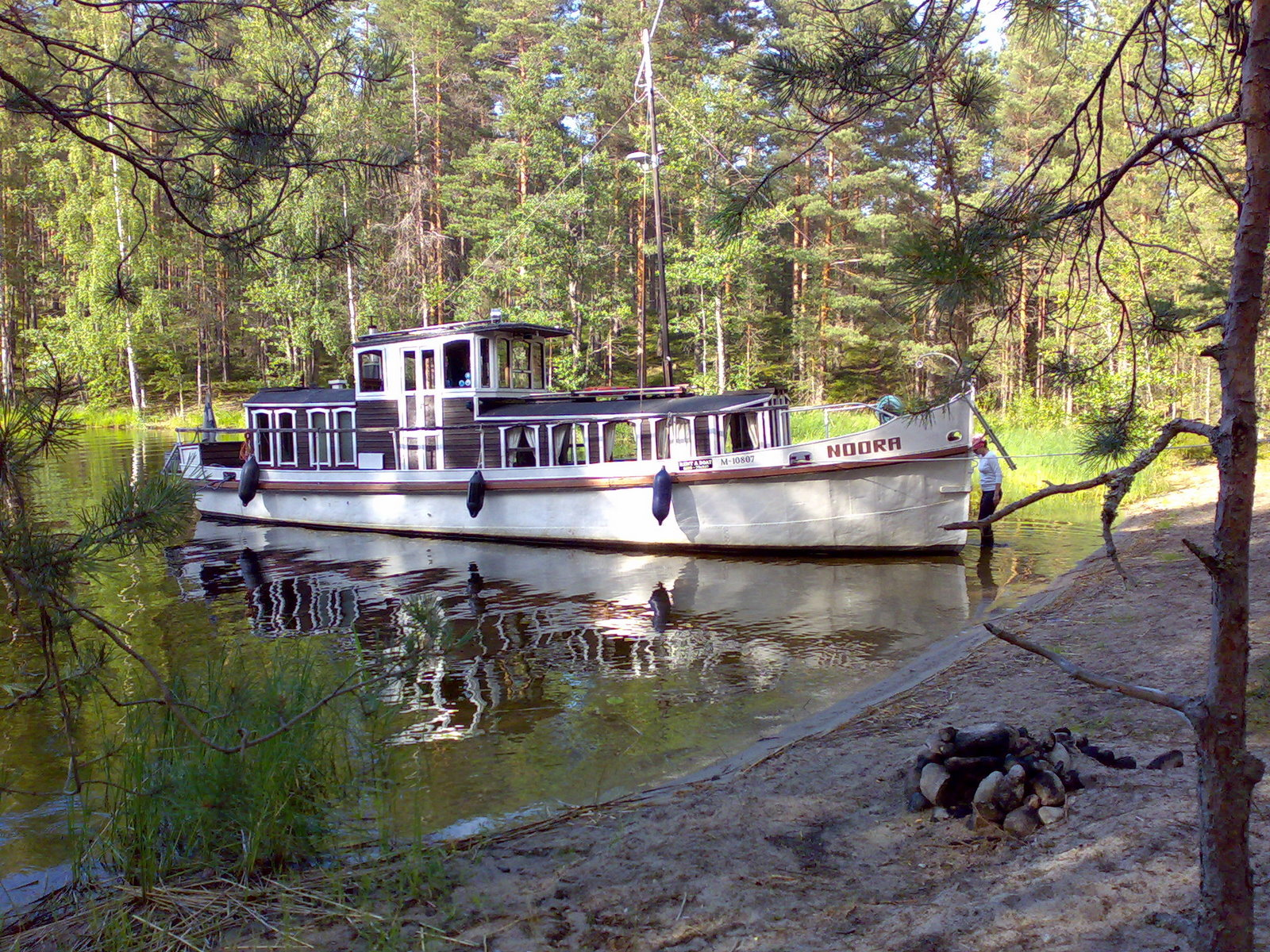
Port d'Äyrätsalo.
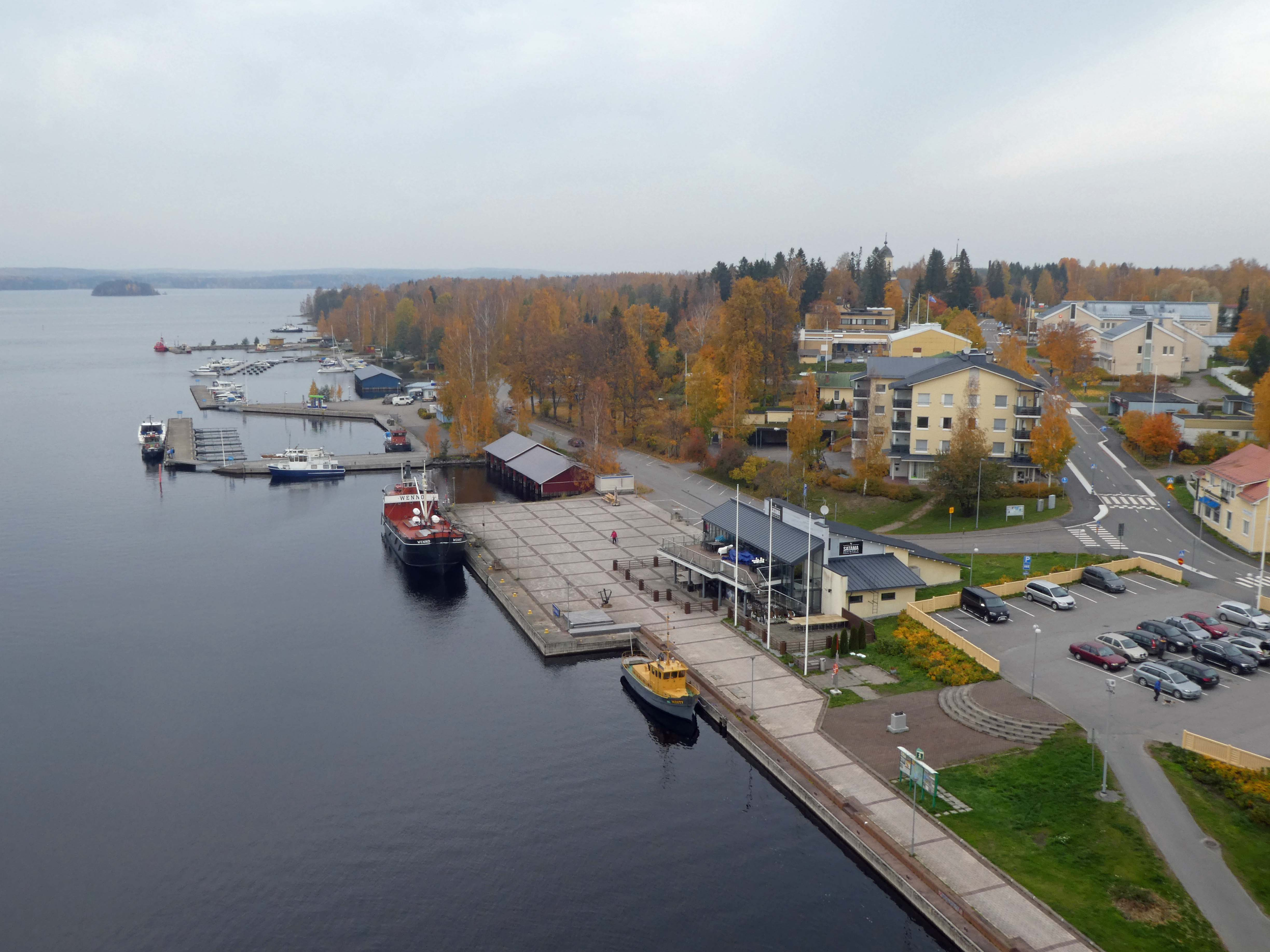
Port de Puumala en 2018.
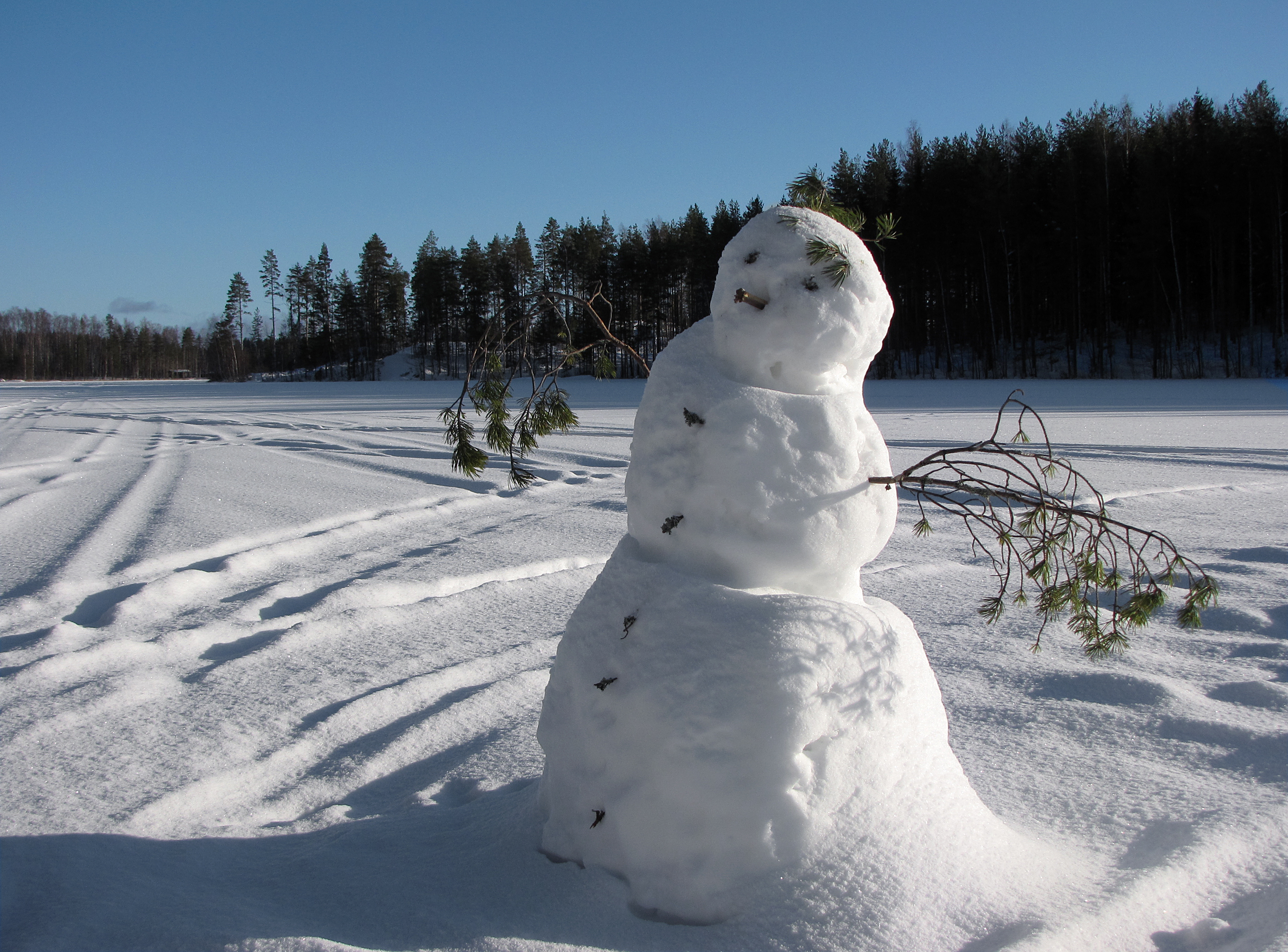
Bonhomme de neige sur le lac Saimaa gelé.
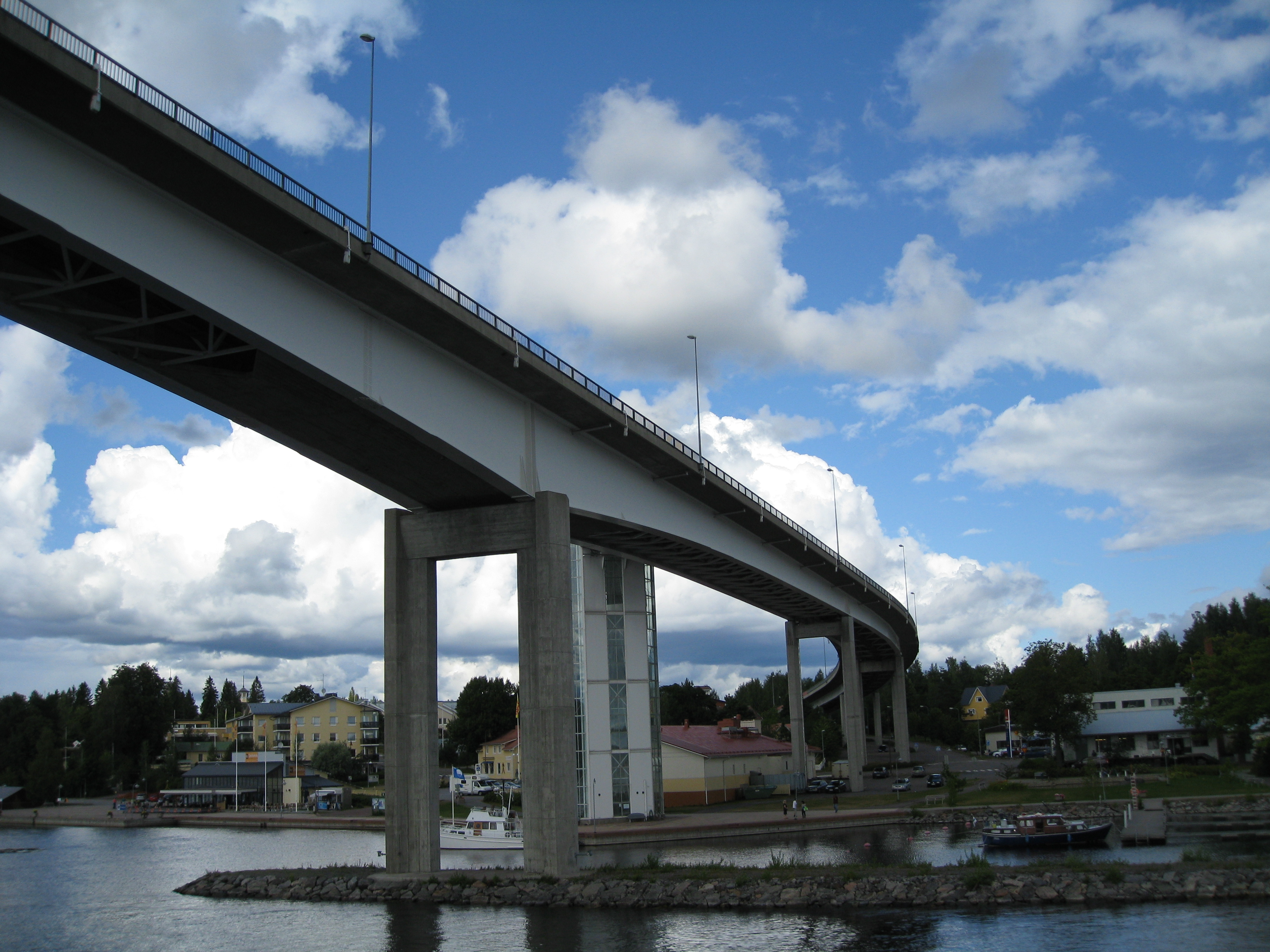
Pont de Puumalansalmi